# We Love You
Singles de The Rolling Stones
Let's Spend the Night Together / Ruby Tuesday
(1967) In Another Land
(1967)
We Love You est une chanson des Rolling Stones, sortie en single (avec Dandelion en face B) le 18 août 1967 au Royaume-Uni chez Decca et le 2 septembre de la même année aux États-Unis chez London.
We Love You apparaît sur les compilations : Through the Past, Darkly (Big Hits Vol. 2) (1969), More Hot Rocks (Big Hits and Fazed Cookies) (1972), Singles Collection: The London Years (1989), Rolled Gold: The Very Best of the Rolling Stones (2007) et GRRR! (2012)
Mick Jagger et Keith Richards ont écrit We Love You après leur arrestation avec Brian Jones pour possession de drogue lors d'une perquisition au domicile de Keith, Redlands, le 12 février 1967.
Ce morceau est un message de remerciement aux fans qui ont soutenu Jagger et Richards lors de leur détention. On entend, dès le début, une porte de prison qui se referme.
Brian Jones joue du mellotron.
John Lennon et Paul McCartney sont aux chœurs.
Cette chanson est aussi un  remerciement aux Beatles, aux Who et à la page éditoriale du London Times, qui ont soutenu les Stones et se sont prononcés en leur faveur.
The Who a enregistré et sorti une double face A des Stones : The Last Time et Under My Thumb, pour garder la musique des Stones vivante pendant qu'ils traversaient leurs difficultés judiciaires et pénitentiaires.
Les Stones ont fait un film promotionnel pour cette chanson qui a été interdit par la BBC mais diffusé par d'autres médias. Il a été réalisé par Peter Whitehead et basé sur Les Procès d'Oscar Wilde avec Mick Jagger dans le rôle d'Oscar, Keith Richards dans celui du Marquis et Marianne Faithfull dans celui de Bosie.

## Contexte
Ecrite par Mick Jagger à la suite des arrestations de lui et Keith Richards pour détention de drogue lors de la descente dans leur maison de campagne de Redlands le 12 février 1967, la chanson We Love You s'ouvre sur des bruitages représentant l'entrée en prison et la fermeture de la porte de cellule. La nature draconienne de la sentence du 27 juin 1967 provoque un tollé auprès de l'opinion publique en Angleterre, au point que le 1er juillet 1967, le très influent rédacteur en chef de The Times William Rees Moog écrit un éditorial intitulé « Qui fait passer le papillon au supplice de la roue » en signe de protestation,.
Les paroles de la chanson semblent être une parodie de la chanson All You Need Is Love que les Beatles ont interprétée sur l'émission satellite Our World le 25 juin. D'après les déclarations de John Lennon dans sa célèbre interview de Rolling Stone de 1970, les paroles peuvent être considérées comme faisant écho au message de la chanson des Beatles, sur laquelle Mick Jagger et Keith Richards faisaient partie des nombreux choristes. À y regarder de près, We Love You adopte une position anti-establishment forte, proclamant « nous ne nous soucions pas si vous nous traquez et verrouillez les portes autour de nous » et « vous ne gagnerez jamais nous, vos uniformes ne nous vont pas ."

## Enregistrement et composition
Les Rolling Stones ont enregistré We Love You pendant les sessions de l'album Their Satanic Majesties Request aux Studios Olympic en juin 1967. La chanson est un hymne de défi bourdonnant d'influence marocaine. Extérieurement, c'était un message du groupe à leurs fans, exprimant leur appréciation pour leur soutien à la suite de leurs arrestations pour détention de drogue, mais c'était aussi une gifle au visage de la police les harcelant et des vrais sentiments des Stones à ce sujet (comme est représenté par le jeu surréaliste du Mellotron de Brian Jones). "We Love You" est un collage psychédélique de sons de prison, du riff de piano menaçant de Nicky Hopkins et d'effets vocaux d'un autre monde avec l'effet à retard, mettant en vedette John Lennon et Paul McCartney en visite sur des harmonies élevées. L'ingénieur de studio George Chkiantz a déclaré que même s'il y avait un délai entre la frappe de la note et le son sortant du Mellotron, Jones a réussi à obtenir "un coup de poing rythmique serré" pour la piste.
Mick Jagger a été cité à l'époque comme disant que We Love You était "juste un peu amusant". La version parue sur les singles originaux comporte un coda contenant un extrat vocal des chœurs de la chanson Dandelion parue en face B de ce même single, tandis que Dandelion comporte un extrait du piano de We Love You à la fin en coda. Le musicologue Walter Everett identifie cette fonctionnalité comme une réponse à l'utilisation par les Beatles d'une fin en fondu enchaîné pour clore leur single Strawberry Fields Forever datant de février 1967.

## Vidéo promotionnelle
Le film promotionnel du single a été réalisé par Peter Whitehead. Il comprend des séquences de sessions d'enregistrement ainsi que des segments qui reconstituaient le procès d'Oscar Wilde en 1895, avec Jagger, Richards et Marianne Faithfull jouant respectivement Wilde, le marquis de Queensberry et Lord Alfred Douglas. Des images montrent également de Brian Jones, apparemment drogué, les yeux tombants et flous.
Stanley Dorfmann, le producteur de Top of the Pops a refusé de diffuser la vidéo dans l'émission. Un porte-parole de la BBC a déclaré que le producteur ne pensait pas que cela convenait au public qui regarde Top of the Pops. Il a poursuivi en disant qu'il n'y avait pas d'interdiction par la BBC, c'était simplement la décision de ce producteur.

## Personnel
- Mick Jagger : chant
- Keith Richards : guitare solo et rythmique
- Brian Jones : mellotron
- Bill Wyman : basse
- Charlie Watts : batterie

## Personnel additionnel
- Nicky Hopkins : piano
- John Lennon : chœurs
- Paul McCartney : chœurs